# Астронаутика
Астронаутика је наука и инжењерија која истражује и развија технологију која омогућава путовања у космос, било да су та путовања са посадом или без ње (вештачки сателит). Истраживања космоса или астронаутика је интердисциплинарна наука која се базира на сазнању других наука, као што су: физика, аеродинамика, астрономија, математика, хемија, биологија, медицина, електроника и метеорологија.
Термин астронаутика (првобитно astronautique на француском) је 1920-их сковао Џ.Х. Росни, председник Гонкур академије, по аналогији са аеронаутиком. Пошто постоји степен техничког преклапања између ова два поља, термин ваздухопловство се често користи за описивање оба одједном. Године 1930, Роберт Есно-Пелтери је објавио прву књигу о новом истраживачком пољу.
Као и код аеронаутике, ограничења масе, температуре и спољашњих сила захтевају да апликације у свемиру преживе екстремне услове: висококвалитетни вакуум, радијационо бомбардовање међупланетарног простора и магнетне појасеве ниске Земљине орбите. Свемирске лансирне ракете морају да издрже титанске силе, док сателити могу искусити огромне варијације у температури у веома кратким периодима. Екстремна ограничења масе доводе до тога да се астронаутички инжењери суочавају са сталном потребом да уштеде масу у дизајну како би се максимизовала стварна носивост која достиже орбиту.

## Историја
Рана историја астронаутике је теоријска: основну математику свемирског путовања установио је Исак Њутн у својој расправи из 1687. Philosophiæ Naturalis Principia Mathematica. Други математичари, као што су Швајцарац Леонард Ојлер и француско-италијански Жозеф Луј Лагранж такође су дали суштински допринос у 18. и 19. веку. Упркос томе, астронаутика је постала практична дисциплина тек средином 20. века. С друге стране, питање свемирских летова побуђивало је књижевну имагинацију таквих личности као што су Жил Верн и Херберт Џорџ Велс. Почетком 20. века, руски космиста Константин Циолковски извео је ракетну једначину, водећу једначину за ракетни погон, омогућавајући израчунавање коначне брзине ракете из масе свемирске летелице ({\displaystyle m_{1}}), комбиноване масе погонског горива и свемирске летелице ({\displaystyle m_{0}}) и издувна брзина погонског горива ({\displaystyle v_{e}}).
{\displaystyle \Delta v\ =v_{e}\ln {\frac {m_{0}}{m_{1}}}}
До раних 1920-их, Роберт Х. Годард је развијао ракете на течно гориво, које ће за неколико деценија постати критична компонента у дизајну познате ракетa као што су В-2 и Сатурн V.